# أرشيف البث الألماني

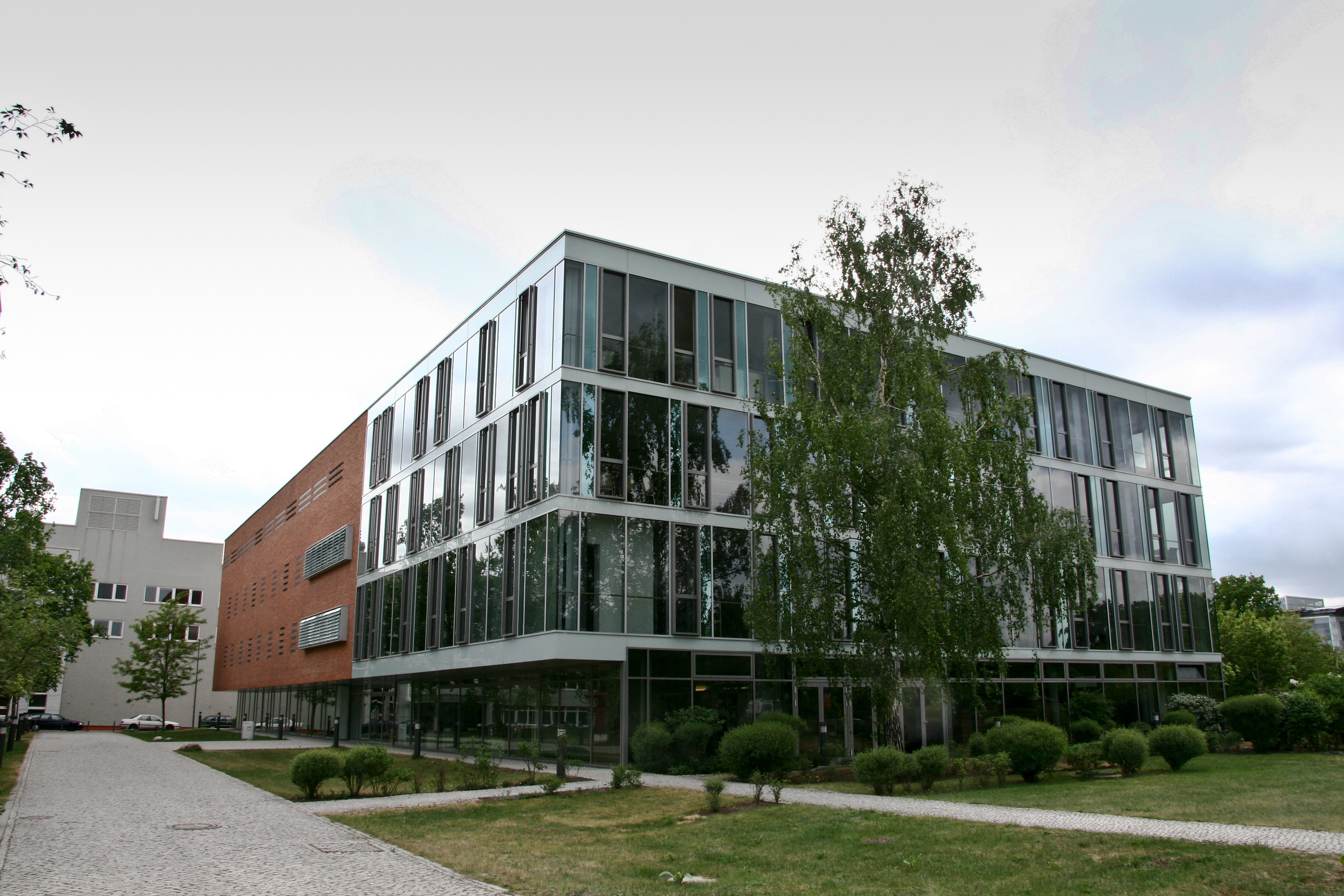

أرشيف البث الألماني ( Deutsches Rundfunkarchiv ؛ DRA) هو مؤسسة غير ربحية تدعمها إيه آر دي. تأسست في عام 1952 باسم «أرشيف الصوت الألماني». يغطي الجوانب الأساسية لتطوير البث الألماني. يوجد اليوم في موقعين: فرانكفورت أم مين وبوتسدام - بابلسبيرج (برلين سابقًا).